# Opius santuzzae
Opius santuzzae är en stekelart som beskrevs av Fischer 1974. Opius santuzzae ingår i släktet Opius och familjen bracksteklar. Inga underarter finns listade i Catalogue of Life.